# Sine from Above
"Sine from Above" là bài hát của ca sĩ-nhạc sĩ người Mỹ Lady Gaga và ca sĩ người Anh Elton John từ album phòng thu thứ sáu của Gaga, Chromatica (2020).

## Xếp hạng

### Xếp hạng theo tuần
| Bảng xếp hạng (2020)                              | Vị trí cao nhất |
| ------------------------------------------------- | --------------- |
| Australia (ARIA)                                  | 93              |
| France (SNEP)                                     | 200             |
| Greece (IFPI)                                     | 94              |
| Bồ Đào Nha (AFP)                                  | 106             |
| Scotland (OCC)                                    | 82              |
| Anh Quốc Download (OCC)                           | 59              |
| Hoa Kỳ Bubbling Under Hot 100 Singles (Billboard) | 16              |
| Hoa Kỳ Hot Dance/Electronic Songs (Billboard)     | 14              |
| Venezuela (Record Report)                         | 80              |

### Xếp hạng cuối năm
| Chart (2020)                              | Vị trí |
| ----------------------------------------- | ------ |
| US Hot Dance/Electronic Songs (Billboard) | 55     |